# Васильев, Анатолий Леонидович
Анатолий Леонидович Васильев (род. 17 сентября 1946, Ленинград, РСФСР) — советский кинорежиссёр, сценарист, художник-иллюстратор, член Союза кинематографистов России, Член Союза художников России.

## Биография
Режиссёр, родился 17 сентября 1946 г. в Ленинграде.
В 1979 окончил Московский полиграфический институт по специальности «графика» (художественно-техническое оформление печатной продукции).
1969—1971 — художник-декоратор Ленинградского драматического театра им. Ленсовета.
1972—1991 — художник-мультипликатор и художник-постановщик на киностудии «Леннаучфильм».
1992—2003 — Режиссёр-постановщик. Художник-аниматор. (к/студия «Инномедиа-Питер» (Россия-Швейцария), к/студия «Троицкий мост», к/студия «АМИ» (Россия-США)).
В настоящее время доцент Санкт-Петербургского Университета кино и телевидения. Руководитель анимационного курса Санкт-Петербургской киношколы «Кадр» при киностудии Ленфильм.
Художник-иллюстратор.
Женат, имеет трех сыновей.
Автор сценариев и режиссёр-постановщик более 20 фильмов, большинство из которых получили призы и награды на различных международных кинофестивалях с 1975 по 2001 гг.

## Фильмография
| Год  |   | Название                                         | Примечание |
| ---- | - | ------------------------------------------------ | --- |
| 1976 | ф | Три капли                                        | Автор сценария. Режиссёр-постановщик                                                                            |
| 1980 | ф | Про маму                                         | Автор сценария. Режиссёр-постановщик                                                                            |
| 1982 | ф | Бахус и Венера                                   | Режиссёр-постановщик                                                                                            |
| 1984 | ф | Если женщина курит                               | Режиссёр-постановщик (Приз: Золотая медаль кинофестиваля в Софии, Болгария. 1984 г.)                            |
| 1984 | ф | Нам автоматика поможет во всём                   | Автор сценария. Режиссёр-постановщик (Лауреат 1 Всесоюзного смотра-конкурса рекламных фильмов. Москва. 1984 г.) |
| 1985 | ф | Пока не поздно                                   | Режиссёр-постановщик                                                                                            |
| 1988 | ф | Не рискуй                                        | Автор сценария. Режиссёр-постановщик (Лауреат конкурса ВДНХ. Москва. 1988 г.)                                   |
| 1989 | ф | Поговорим об этикете. Дуэль                      | Автор сценария. Режиссёр-постановщик                                                                            |
| 1989 | ф | Благоухающий мужчина                             | Автор сценария. Режиссёр-постановщик                                                                            |
| 1990 | ф | Прогулка (мультфильм)                            | Автор сценария. Режиссёр-постановщик                                                                            |
| 1992 | ф | Митьки никого не хотят победить, или Митькимайер | Режиссёр-постановщик                                                                                            |
| 1993 | ф | Этот мир придуман не нами                        | Автор сценария. Режиссёр-постановщик                                                                            |
| 1995 | ф | Алиса в стране математики                        | Автор сценария. Режиссёр-постановщик                                                                            |
| 2003 | ф | Рождество                                        | Автор сценария. Режиссёр-постановщик                                                                            |

## Иллюстрированные книги
1. 2001 — «Золотые страницы» — Агния Барто (издательство «Нева-пресс»)
2. 2001 — «Золотые страницы» — Сергей Михалков (издательство «Нева-пресс»)
3. 2001 — «Потешки про Ваню» (издательство «Нева-пресс»)
4. 2001 — «Английский язык в песенках» (издательство «Нева-пресс»)
5. 2006 — «Песенки, потешки, загадки» (издательство «Нева-пресс»)
6. 2006 — «Госпожа странная мысль» А. Кутерницкий (издательство «Нева-пресс»)
7. 2007 — «Люди и разбойники из Кардамона» Т. Эгнер (издательство «Азбука»)
8. 2009 — «Все мыши любят сыр» Д. Урбан (издательство «Азбука»)